# جدول زمانی اختراع‌ها در ایالات متحده آمریکا (پیش از ۱۸۹۰)

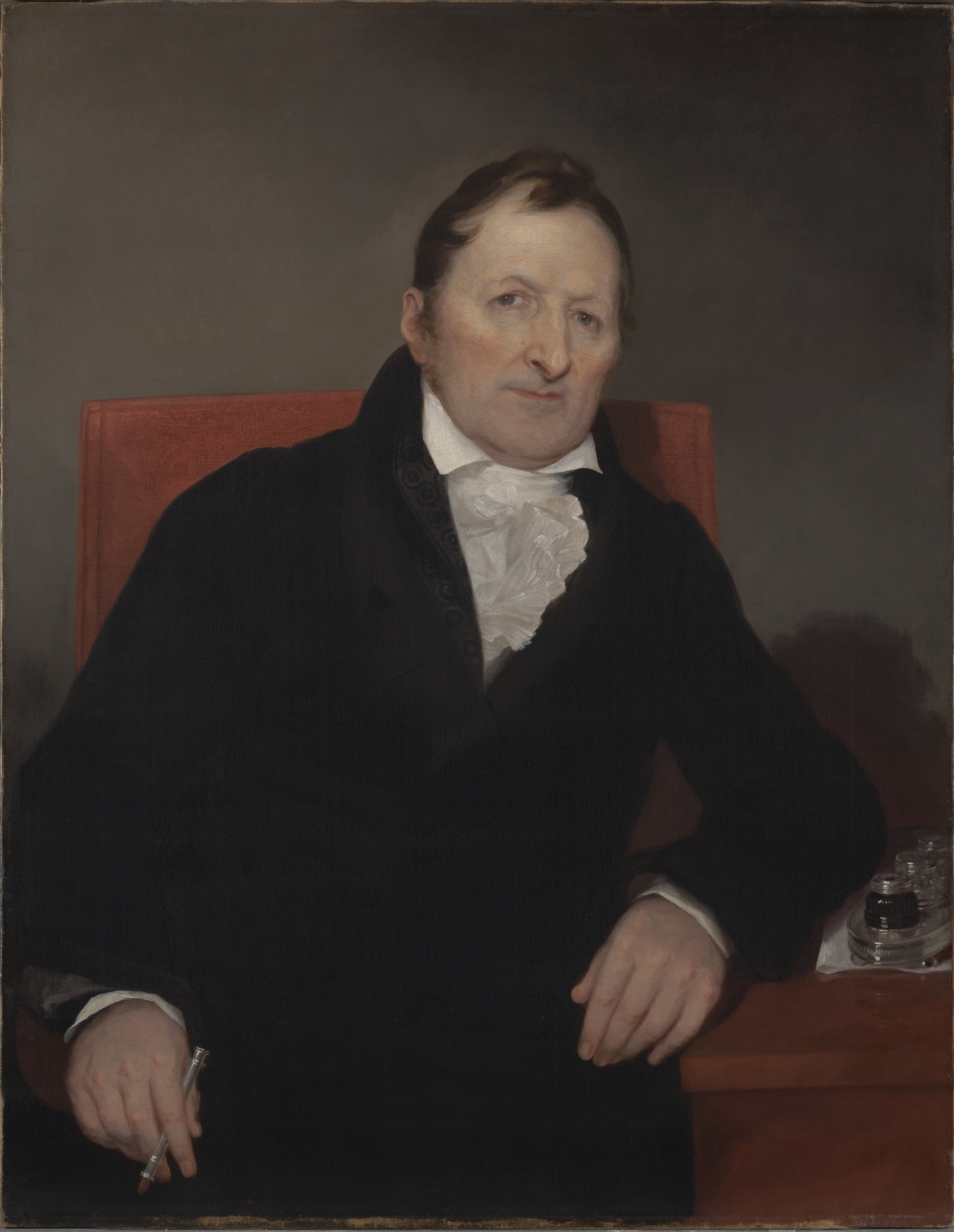
ایلای ویتنی (۱۷۶۵–۱۸۲۵) شناخته شده به خاطر ابداع ماشین پنبه پاک‌کن در اکتبر ۱۷۹۳ و ثبت رسمی آن در ۱۴ مارس ۱۷۹۴; یک اختراع مهم در عصر انقلاب صنعتی برای ایالت‌های جنوبی آمریکا بود که اقتصادی مبتنی بر کشاورزی داشتند.

در جدول زمانی اختراع‌ها در ایالات متحده (پیش از ۱۸۹۰)، مهم‌ترین اختراعات و ابداعات شکل گرفته توسط شهروندان ایالات متحده آمریکا، تا پیش از سال ۱۸۹۰ میلادی قرار گرفته‌است. این اختراعات در بازهٔ زمانی دوران کلونی‌ها تا پایان نخستین دوره ریاست جمهوری جورج واشینگتن را شامل می‌شود. اختراعات به دلیل بند ۸ از بخش هشتم ماده اول قانون اساسی آمریکا شامل حق ثبت و حقوق مالکیت می‌شوند.
| « | به منظور تشویق به پیشرفت علم و هنرهای مفید، از طریق ایجاد سازوکارهای اطمینان‌بخش و برای مدت زمانی تعیین شده به نویسندگان و مخترعان، حق انحصاری برای تالیفات و اکتشافات، نوآوری‌ها و اختراعات را می‌دهد. | » |

این حق در سال ۱۷۹۰ پس از تصویب کنگره به امضای رئیس‌جمهور جورج واشینگتن رسید که در ادامه به تأسیس اداره ثبت اختراع منجر شد. با این حال این روند در سال ۱۸۳۶ دچار تکامل شد و منجر به تشکیل اداره ثبت اختراع و نشان تجاری ایالات متحده شد. از زمان تشکیل این اداره در سال ۱۸۳۶ تا سال ۲۰۱۱، در مجموع ۷٬۸۶۱٬۳۱۷ اختراع به ثبت رسیده‌است.

## دوره کلونی‌ها (۱۵۰۰م–۱۷۷۵)
۱۷۱۷ باله‌های غواصی (بنجامین فرانکلین)
۱۷۳۰ اکتنت (توماس گادفری)
۱۷۴۲ اجاق گاز فرانکلین (بنجامین فرانکلین)
۱۷۴۴ قانون پست (بنجامین فرانکلین)
۱۷۴۹ برقگیر (بنجامین فرانکلین)
۱۷۵۲ سوند ادراری (بنجامین فرانکلین)
۱۷۶۱ آرمونیکا (بنجامین فرانکلین)

## انقلاب آمریکاودوران فدرالیست‌ها(۱۷۷۶–۱۸۰۱)
۱۷۷۶ صندلی چرخدار (توماس جفرسون)
۱۷۸۲ قایق مسطح (یاکوب یودر)
۱۷۸۴ عدسی دو دید (بنجامین فرانکلین)
۱۷۸۵ توری پراش (دیوید رایتنهاوس)
۱۷۸۷ آسیاب آردساز (اولیور ایوانس)
۱۷۹۲ تردک (جان پیرسون)

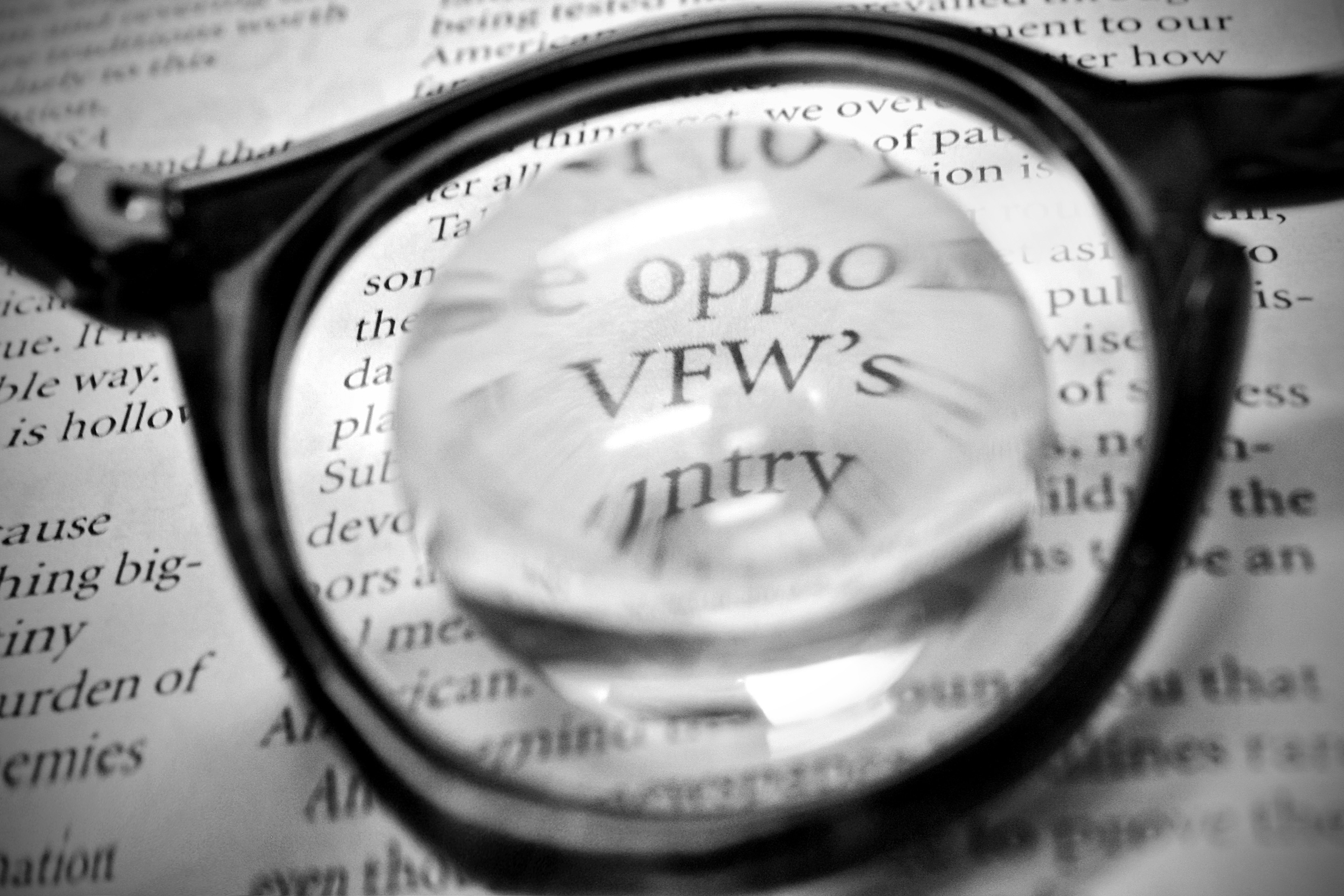
عدسی دو دید

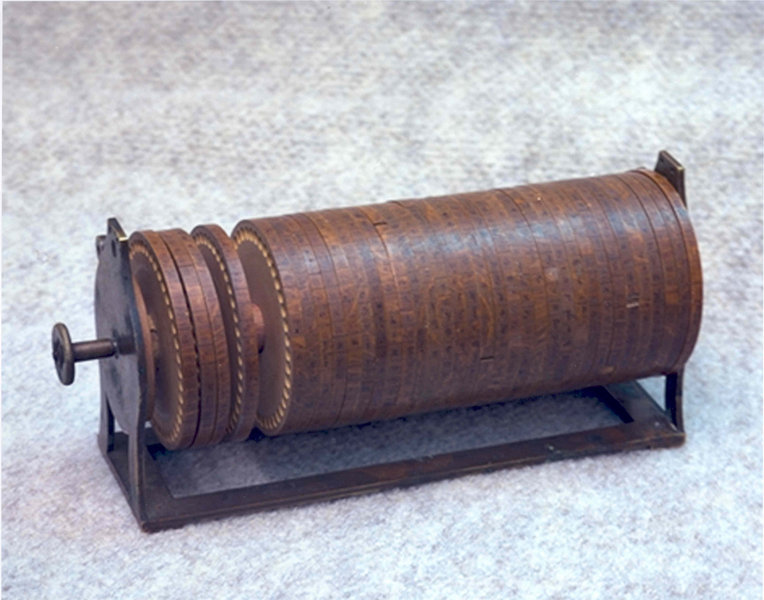
دیسک جفرسون

۱۷۹۳ ماشین پنبه پاک‌کن (ایلای ویتنی)
۱۷۹۵ دیسک جفرسون (توماس جفرسون)
۱۷۹۶ شومینه رامفورد (بنجامین رامفورد)
۱۷۹۶ کیک فنجانی (الیزا لسلی)
۱۸۰۱ پل معلق (جیمز فینلی)
۱۸۰۱ شیر آتش‌نشانی (فردریک گراف)

## دوران مانیفست(۱۸۰۲–۱۸۶۰)
۱۸۰۲ ساعت بانجو (سایمون ویلارد)
۱۸۰۴ مته بور (تئودور بور)

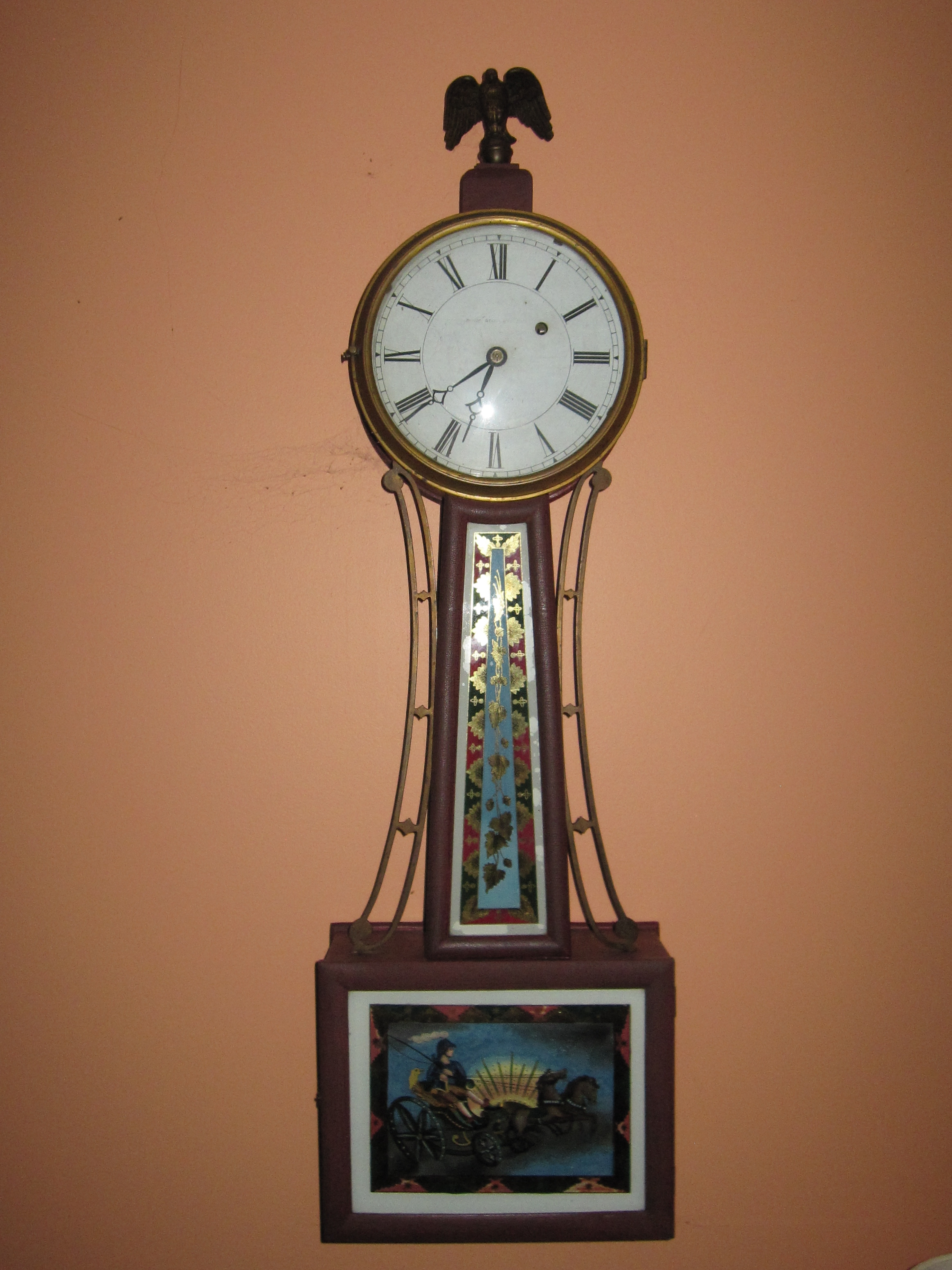
ساعت بانجو

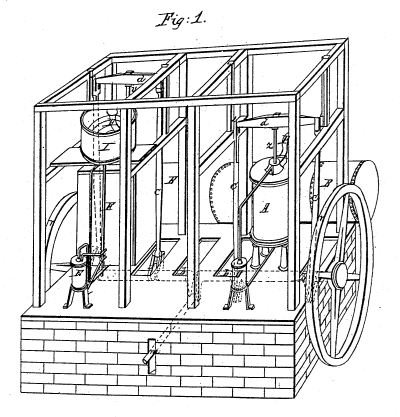
کولر گازی

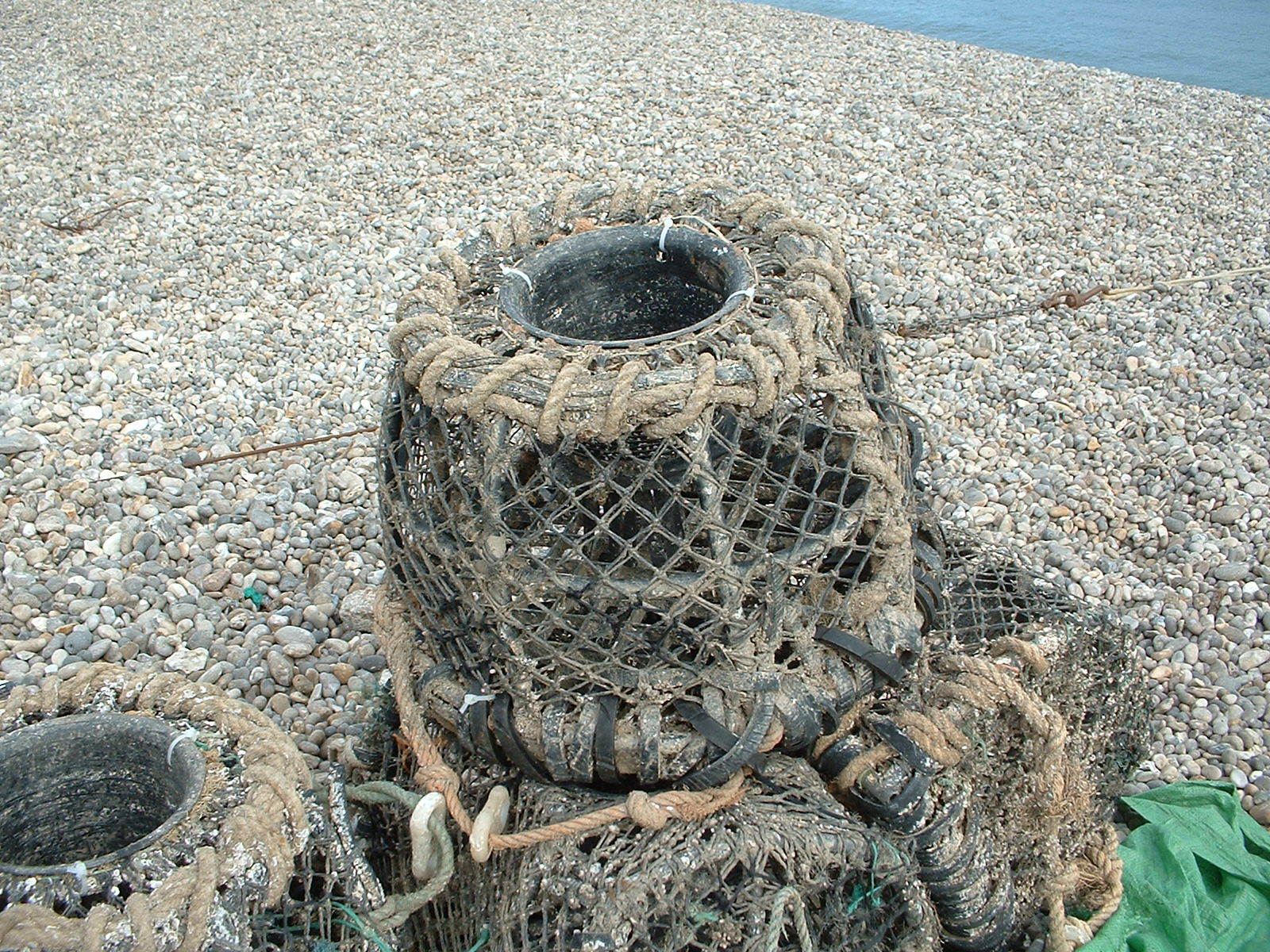
دام خرچنگ

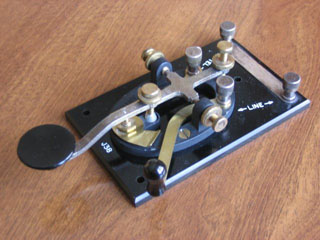
مدل راست دست برای انتقال و پیاده کردن کد مورس

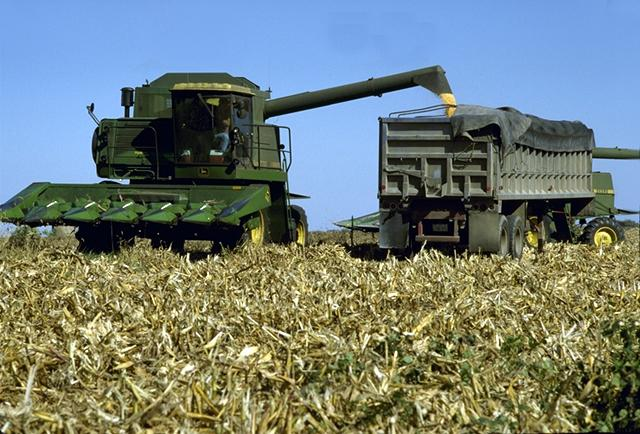
کمباین

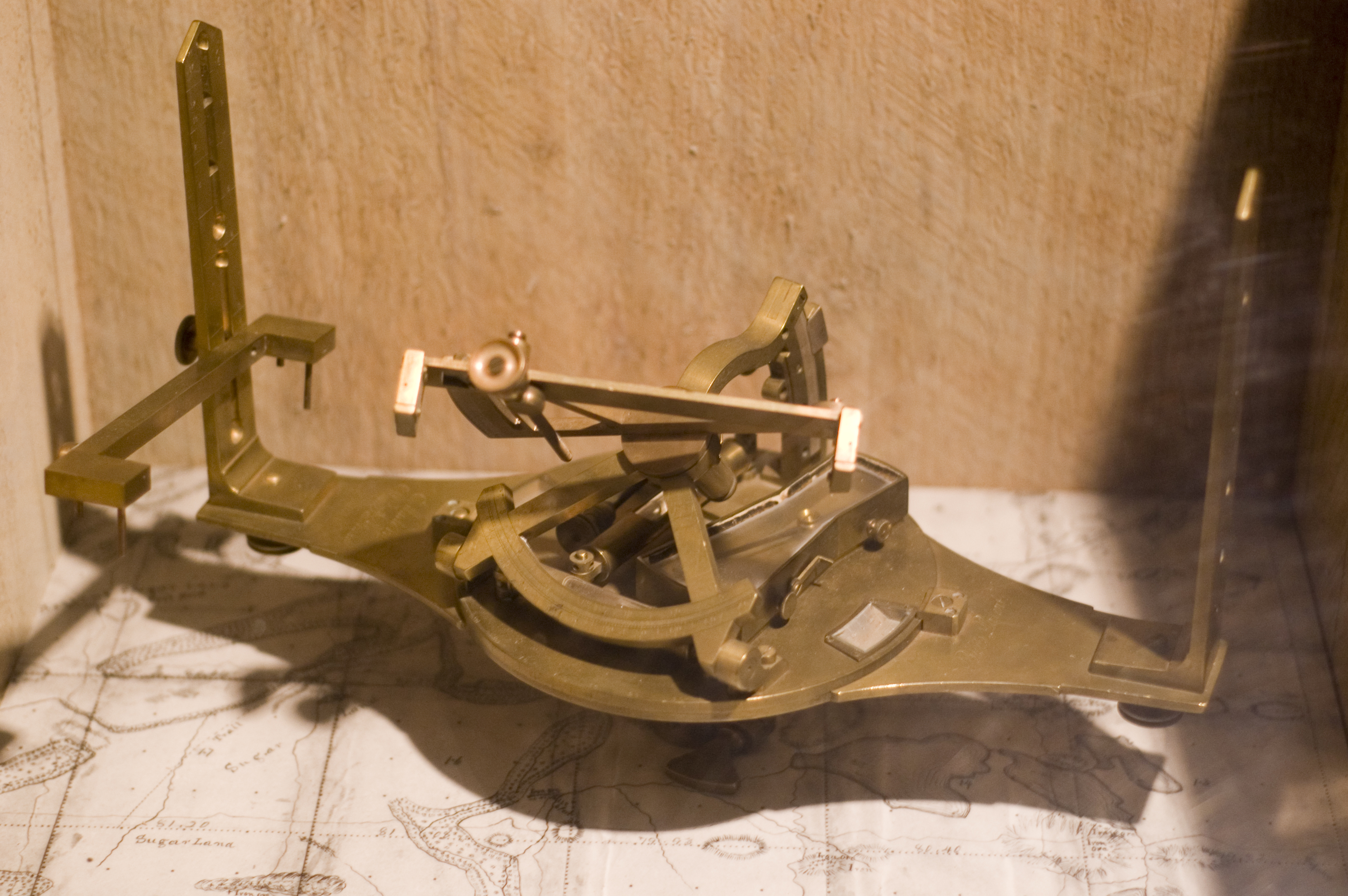
قطب‌نمای خورشیدی

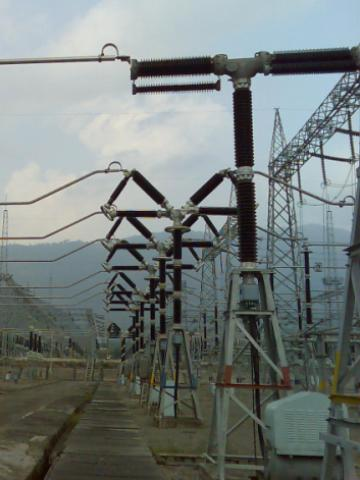
400 kV SF_{6} live tank circuit breakers

۱۸۰۵ وسیله نقلیه آبی خاکی (اولیور ایوانس)
۱۸۰۵ کولر گازی (اولیور ایوانس)
۱۸۰۶ قهوه‌جوش (بنجامین تامسون)
۱۸۰۸ دام خرچنگ (ابنزر تورنیدکه)
۱۸۱۳ اره گرد (تابیتا بابیت)
۱۸۱۵ نخ دندان (لوی اسپیر)
۱۸۱۸ دستگاه تراش (توماس بلانچارد)
۱۸۳۱ آهنربای الکتریکی (جوزف هنری)
۱۸۳۱ زنگ درب (جوزف هنری)
۱۸۳۲ کد مورس (ساموئل مورس)
۱۸۳۳ چرخ خیاطی (والتر هانت، الیاس هاو و آیزاک سینگر)
۱۸۳۴ کمباین (هیرام مور)
۱۸۳۵ آچار (سالومون ماریک)
۱۸۳۵ قطب‌نمای خورشیدی (ویلیام آستین)
۱۸۳۵ رله (جوزف هنری)
۱۸۳۶ توری کباب‌پزی (آماسا و جورج سایزر)
۱۸۳۶ مدارشکن قدرت (جوزف هنری، مایکل فارادی و چارلز گرافتون پیج)
۱۸۳۷ گاوآهن (جان دیر)
۱۸۳۹ ذرت (لستر دنیسون)
۱۸۴۰ پل خرپایی (ویلیام هو)
۱۸۴۲ بالابر غله (جوزف دارت)
۱۸۴۵ بیسبال (الکساندر کارترایت)
۱۸۴۷ ماسک گاز (لویس هسلت)
۱۸۴۷ پیراشکی (کاپیتان هانسون گریگوری)
۱۸۴۸ قفل سوزنی غلتان (لاینوس ییل)
۱۸۴۹ سنجاق قفلی (والتر هانت)
۱۸۵۰ ماشین ظرف‌شویی (ژوئل هافتون)
۱۸۵۰ میکروسکوپ وارونه (جی. لارنس اسمیت)
۱۸۵۲ آسانسور (الیشا اوتیس)
۱۸۵۳ دزدگیر (ریورند اگوستیس راسل)
۱۸۵۳ چیپس سیب‌زمینی (جورج کرام)
۱۸۵۶ همزن (رالف کالیر)
۱۸۵۸ مداد (جوزف پریستلی)
۱۸۵۹ اجاق الکتریکی (توماس آهرن)
۱۸۵۹ پله برقی (ناتان ایمز)
۱۸۶۰ جاروبرقی (دنیل هس)

## جنگ داخلی آمریکاوبازسازی ایالات متحده آمریکا(۱۸۶۱–۱۸۷۷)
۱۸۶۱ آب‌نبات ژله‌ای (ویلیام چرافت)
۱۸۶۱ مته (استفن ای. مورس)
۱۸۶۱ کارت پستی (جان پی. چارلتون)
۱۸۶۱ مسلسل (ریچارد گاتلینگ)
۱۸۶۳ غلات صبحانه (جیمز کالب جکسون)
۱۸۶۳ آچار بکس (جی. جی ریچاردسون)

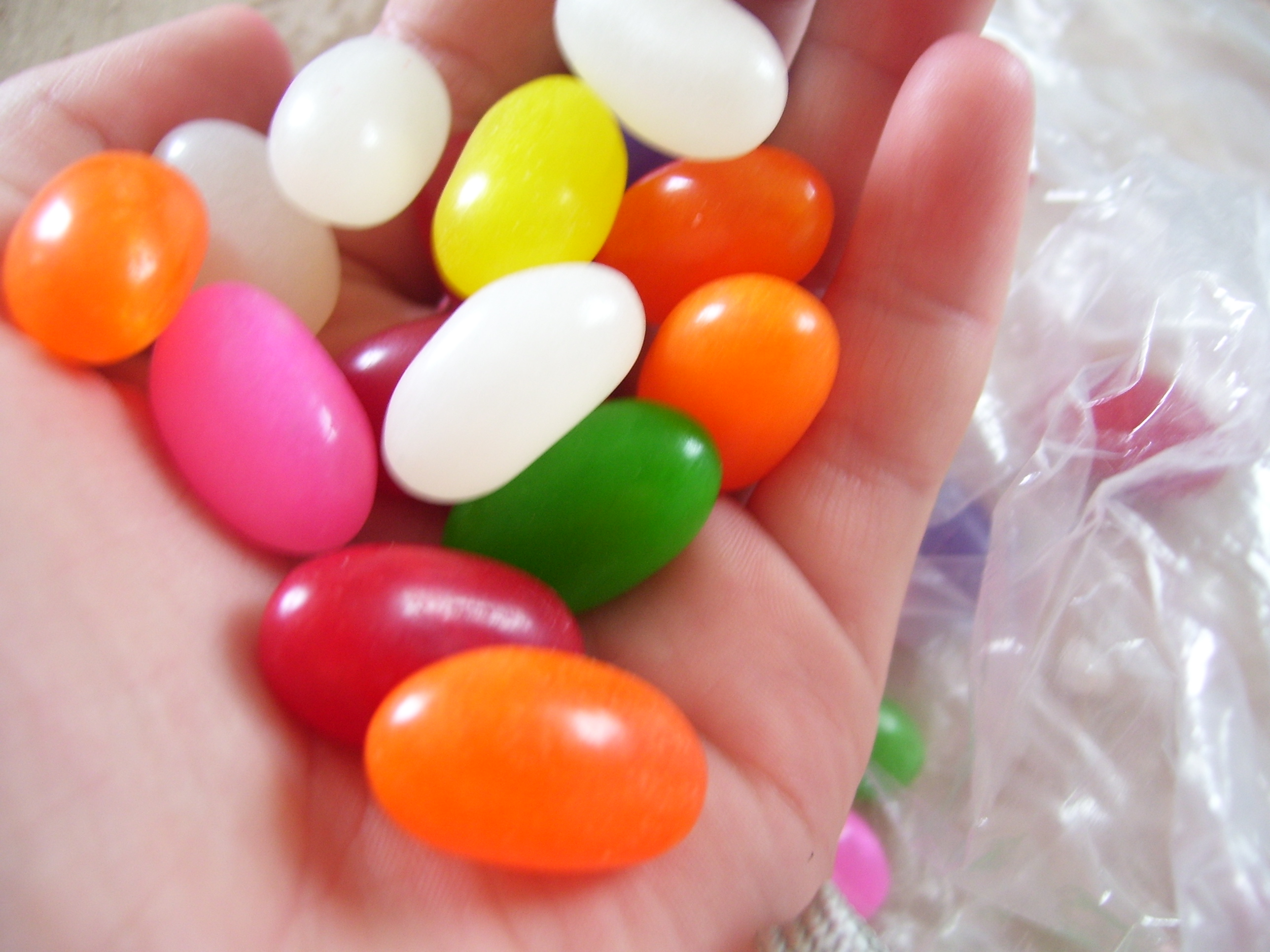
آب‌نبات ژله‌ای

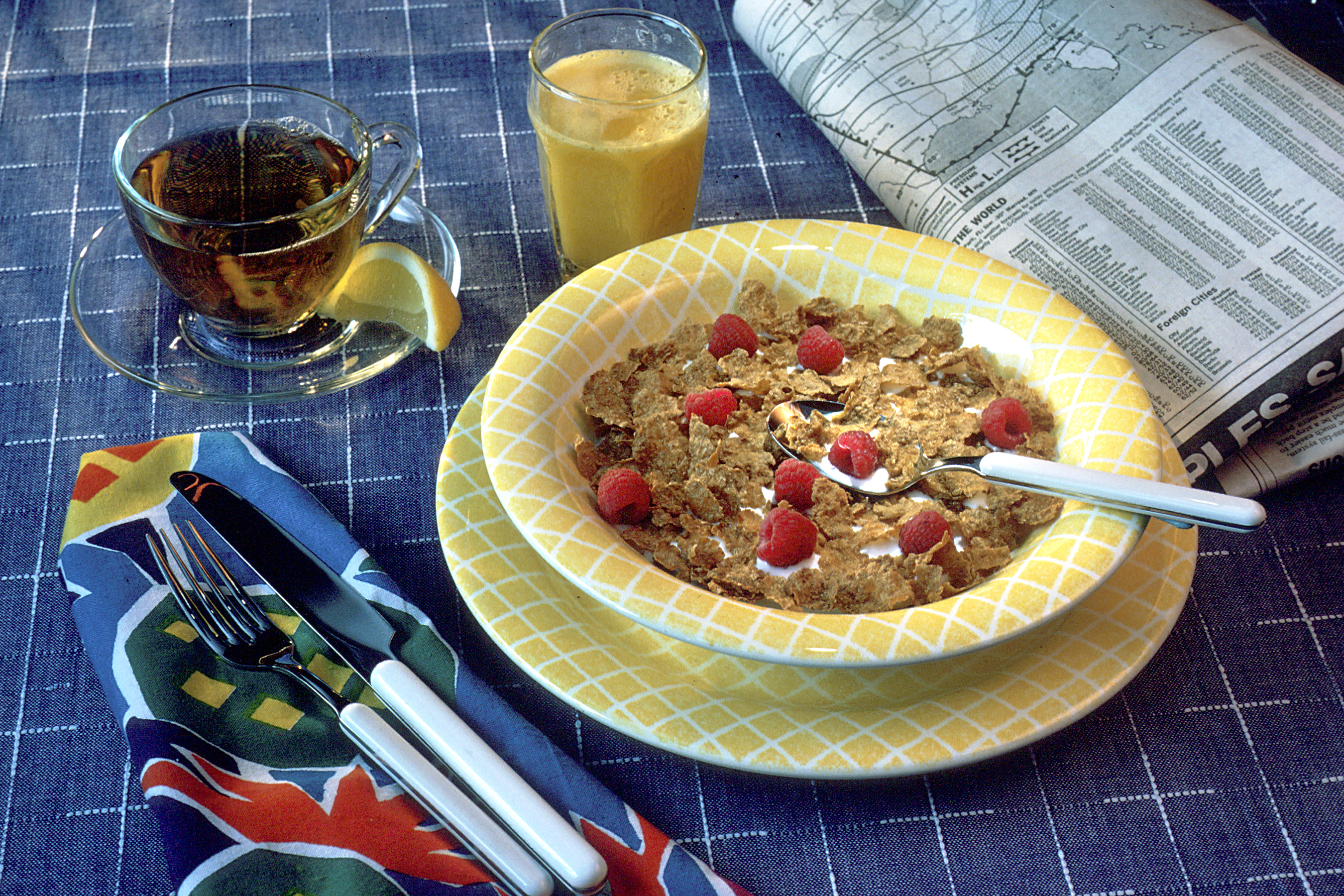
غلات صبحانه

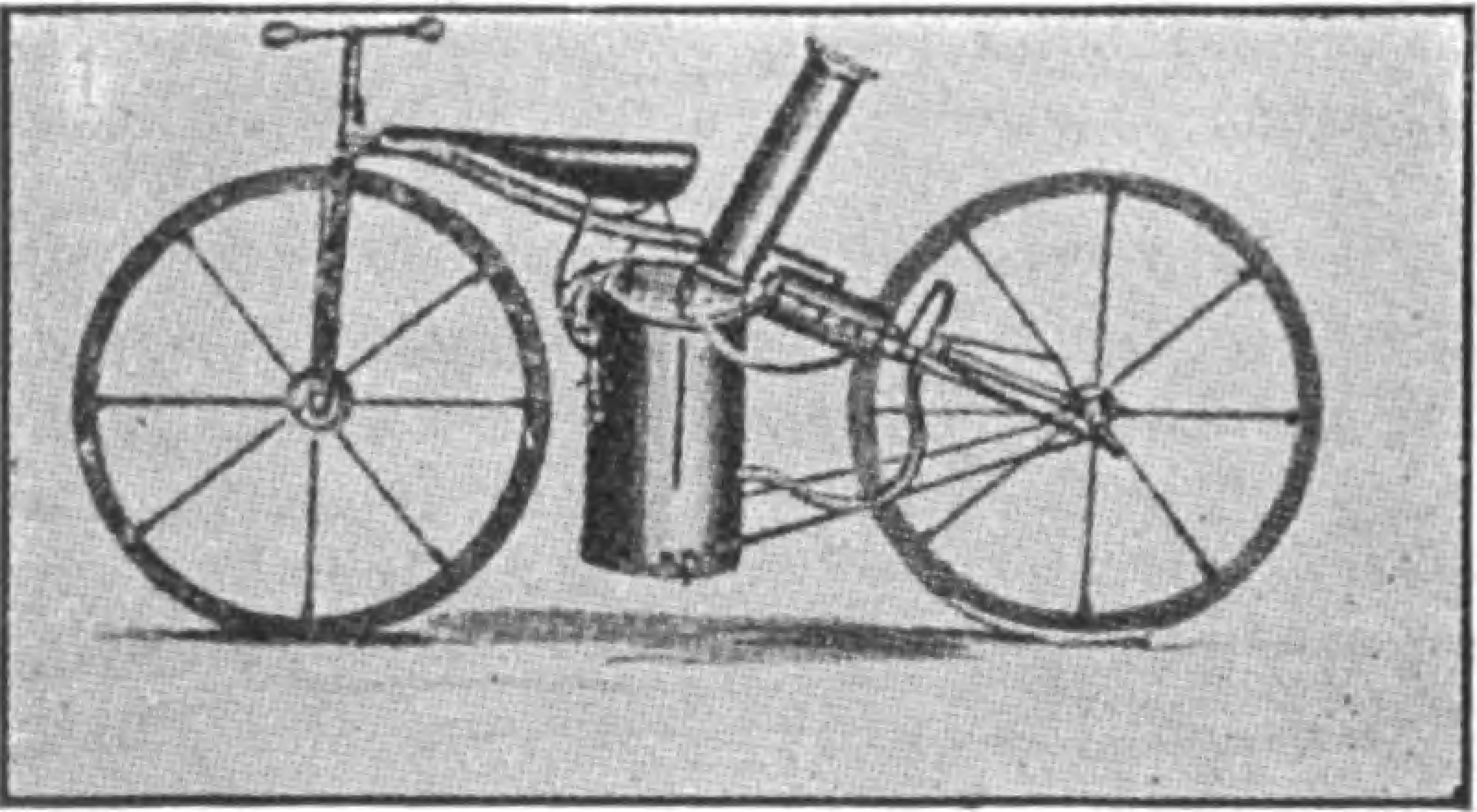
موتورسیکلت (موتور بخار)

۱۸۶۳ رول‌اسکیت کواد (جیمز لئونارد پلیمپتون)
۱۸۶۵ کلاه گاوچرانی (جان باترسون استتسون)
۱۸۶۶ توالت سرپایی (اندرو رانکین)
۱۸۶۷ موتورسیکلت (موتور بخار) (سیلوستر اچ. روپر)
۱۸۶۷ گیره کاغذ ساموئل بی. فی)
۱۸۶۷ سیم خاردار (لوسین بی. اسمیت) و (جوزف اف. گیلدن)
۱۸۶۹ فوتبال آمریکایی (والتر کمپ)
۱۸۶۹ جالباسی (اُ. ای نورث)
۱۸۷۰ ساب‌پاشی (بنجامین چو تیگ‌من)
۱۸۷۰ قوطی‌بازکن (ویلیام لیمن)
۱۸۷۰ گردگیر دستی
۱۸۷۳ سیلو (فرد هاتچ)
۱۸۷۳ پارچه جین (لوی اشتراوس) و (یاکوب دیویس)
۱۸۷۴ قاش‌چنگ (ساموئل دابلیو. فرانسیس)
۱۸۷۴ QWERTY (کریستوفر لتم شولز)
۱۸۷۵ ماشین تکثیر (توماس ادیسون)
۱۸۷۶ سینث‌سایزر (الیشا گری)
۱۸۷۶ قلم بادی (فرانسیس ادگار استنلی)
۱۸۷۶ ماشین خالکوبی (توماس ادیسون)
۱۸۷۷ گرامافون (توماس ادیسون)

## دوران طلایی(۱۸۷۸–۱۸۸۹)
۱۸۷۸ توربین پلتون لستر پلتون
۱۸۷۸ بلومتر ساموئل پیرپونت لانگلی
۱۸۷۹ صفحه عکاسی جرج ایستمن
۱۸۷۹ کارتن رابرت گیر
۱۸۷۹ صندوق جیمز ریتی
۱۸۸۱ صندلی الکتریکی آلفرد شوتویک
۱۸۸۱ فلزیاب الکساندر گراهام بل
۱۸۸۱ اتو هنری دابلیو. سیلی
۱۸۸۲ فن مکانیکی شویلر ویلر
۱۸۸۳ سلول خورشیدی چارلز فریتز
۱۸۸۳ دماپا وارن اس. جانسون
۱۸۸۴ قرص ویلیام ای. آپ‌جان
۱۸۸۴ آسمان‌خراش ویلیام لوبارون جنی
۱۸۸۵ فیلم عکاسی جرج ایستمن
۱۸۸۷ سافتبال جورج هانکوک
۱۸۸۸ موتور القایی نیکولا تسلا
۱۸۸۸ نی نوشیدنی ماروین استون
۱۸۸۸ خودکار جان لود

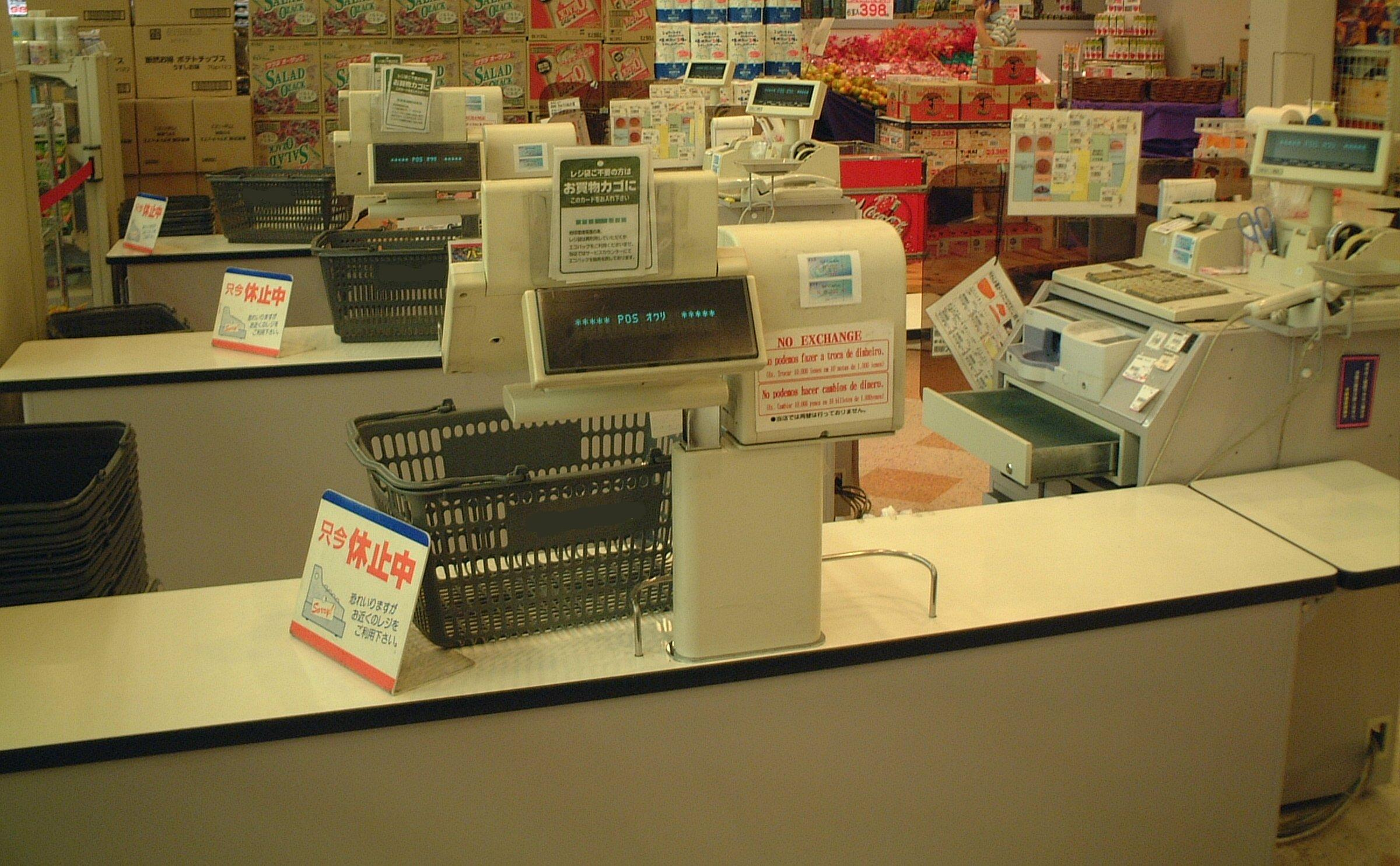
نمونه‌ای از یک صندوق ژاپنی

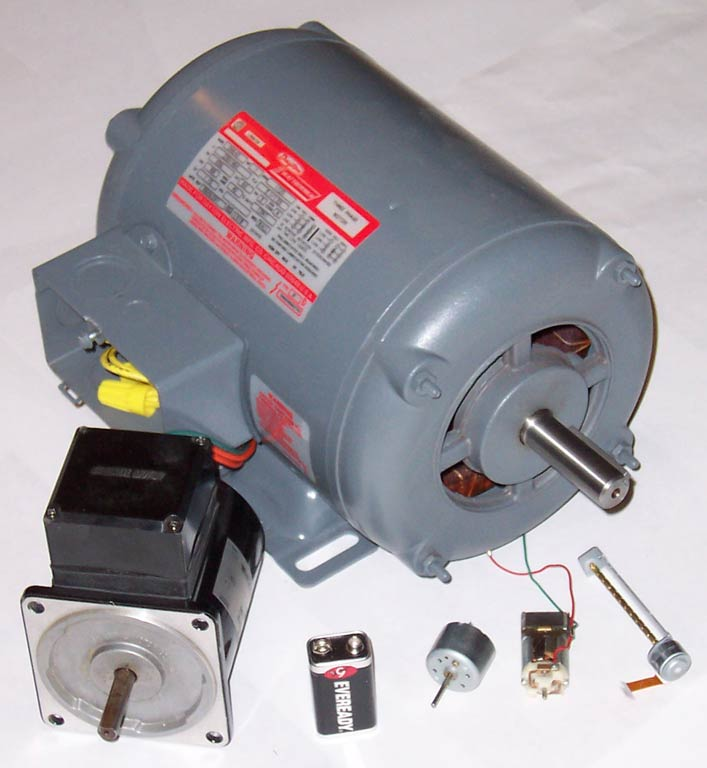
نمونه‌ای از یک مدل مدرن از موتور القایی

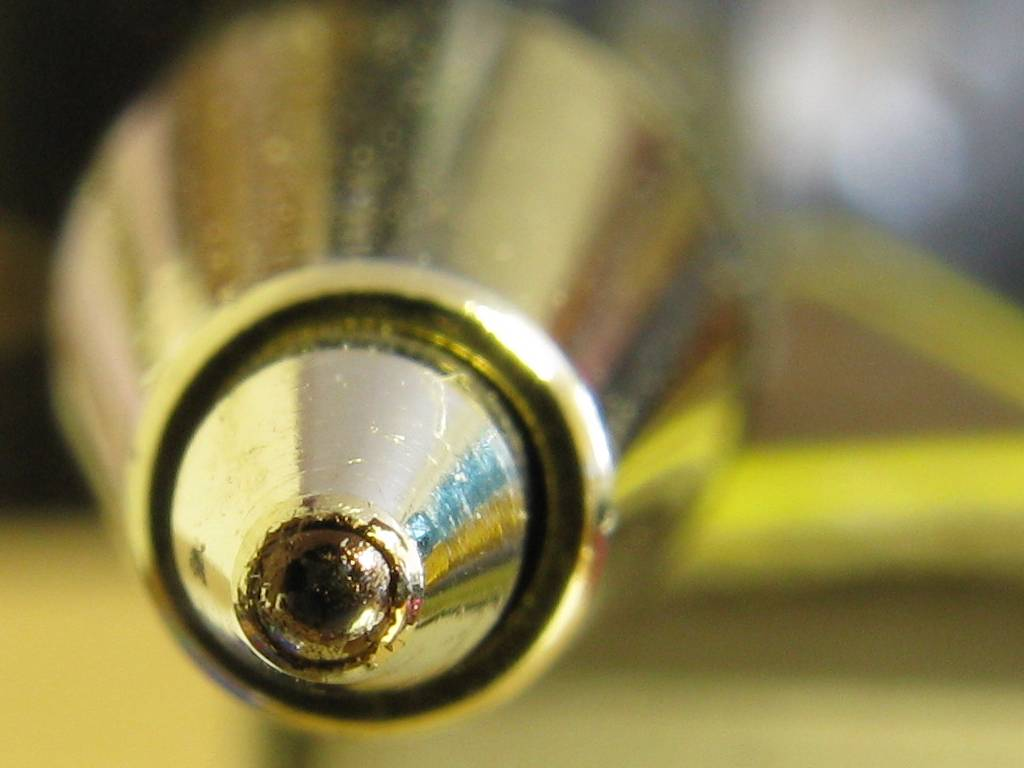
خودکار

۱۸۸۸ تایپ ده‌انگشتی فرانک ادوارد مک‌گورین